# Kokos (dokumentarfilm)
Kokos er en dansk dokumentarfilm fra 1965 instrueret af Arvid Klémensen efter eget manuskript.

## Handling
Anvendelsen af kokospalmens forskellige produkter i de lande hvor den vokser.